# Souaibou Marou
Souaibou Marou (Garoua, 3 dicembre 2000) è un calciatore camerunese, attaccante del Charlotte Independence.

## Caratteristiche tecniche
È una punta.

## Carriera

### Club
Professionista dal 2018 quando ha iniziato a giocare nel Cotonsport Garoua, nel campionato camerunese di calcio, da capitano ha vinto i campionati nel 2021 e nel 2022.
Nel 2022 è stato insignito del Pallone d'oro camerunese come migliore giocatore.

### Nazionale
A settembre 2022 gioca le due partite di qualificazione al campionato delle nazioni africane 2022, riservato ai soli calciatori che giocano nel proprio campionato nazionale.
Nel marzo 2022 viene convocato dalla nazionale camerunese, il 9 novembre dello stesso anno esordisce partendo da titolare nell'amichevole pareggiata contro la Giamaica.
È stato convocato da Rigobert Song per far parte dei leoni indomabili per il campionato del Mondo 2022.

## Statistiche

### Cronologia presenze e reti in nazionale
| Cronologia completa delle presenze e delle reti in nazionale ― Camerun | Cronologia completa delle presenze e delle reti in nazionale ― Camerun | Cronologia completa delle presenze e delle reti in nazionale ― Camerun | Cronologia completa delle presenze e delle reti in nazionale ― Camerun | Cronologia completa delle presenze e delle reti in nazionale ― Camerun | Cronologia completa delle presenze e delle reti in nazionale ― Camerun | Cronologia completa delle presenze e delle reti in nazionale ― Camerun | Cronologia completa delle presenze e delle reti in nazionale ― Camerun |
| Data                                                                   | Città                                                                  | In casa                                                                | Risultato                                                              | Ospiti                                                                 | Competizione                                                           | Reti                                                                   | Note                                                                   |
| ---------------------------------------------------------------------- | ---------------------------------------------------------------------- | ---------------------------------------------------------------------- | ---------------------------------------------------------------------- | ---------------------------------------------------------------------- | ---------------------------------------------------------------------- | ---------------------------------------------------------------------- | ---------------------------------------------------------------------- |
| 28-8-2022                                                              | Malabo                                                                 | Guinea Equatoriale                                                     | 1 – 0                                                                  | Camerun                                                                | Qual. CHAN 2022                                                        | -                                                                      |                                                                        |
| 4-9-2022                                                               | Garoua                                                                 | Camerun                                                                | 2 – 0                                                                  | Guinea Equatoriale                                                     | Qual. CHAN 2022                                                        | 1                                                                      |                                                                        |
| 9-11-2022                                                              | Yaoundé                                                                | Camerun                                                                | 1 – 1                                                                  | Giamaica                                                               | Amichevole                                                             | -                                                                      | 85’                                                                    |
| Totale                                                                 |                                                                        | Presenze                                                               | 3                                                                      |                                                                        | Reti                                                                   | 1                                                                      |                                                                        |

## Palmares

### Club

#### Competizioni nazionali
- Campionato camerunese: 3

Cotonsport Garoua: 2018, 2020-2021, 2021-2022
- Coppa del Camerun: 1

Cotonsport Garoua: 2022

### Individuale
- Pallone d'oro camerunese: 1

2022